# Waimanu
Waimanu je rod vyhynulého tučňáka, který žil někdy před 62–60 miliony lety, což z něj dělá vůbec nejstaršího známého zástupce tučňáků. Tento dávný tučňák dosahoval zhruba velikosti tučňáka žlutookého. Křivkami těla se podobal spíše kormoránu, avšak jeho kosti byly husté a silné, což tučňáku Waimanu umožňovalo používat křídla pro pohyb pod vodou. Waimanu s největší pravděpodobností již ztratil schopnost letu.
K popsání tučňáka Waimanu manneringi i vytyčení rodu Waimanu došlo v roce 2006 na základě částečně dochované kostry, která byla nalezena již v roce 1980 u řeky Waipara v Canterbury na Novém Zélandu. Spolu s W. manneringi byl ještě popsán Waimanu tuatahi, který však byl v roce 2018 přesunut do samostatného rodu Muriwaimanu.
Rodové jméno Waimanu v maorštině znamená „vodní pták“. Druhové jméno manneringi je upomínkou amatérského hledače fosilií Al Manneringa z Christchurche, který se o objev W. manneringi zapříčinil.